# Karl Schranz
Karl Schranz (Sankt Anton am Arlberg, Tirol, 1938. november 18. –) osztrák alpesi síző, háromszoros világbajnok, ötszörös világkupagyőztes.
Az 1964-es innsbrucki olimpián ezüstérmes óriás-műlesiklásban.
Az 1968-as grenoble-i olimpia szlalomversenyének napján sűrű köd borította a pályát. A síelők kérték a verseny elhalasztását, de a zsűri a megtartás mellett döntött. Schranz megszakította a lesíklást, mert egy pályát keresztező hómunkás zavarta. A zsűri döntése alapján Schranz újra rajtolhatott és másodikként érkezett a célba. Håkon Mjøent, a győztest, két kapuhiba miatt diszkvalifikálták, így Schranz lett az olimpiai bajnok. De az egyik pályabíró közlése szerint Schranz még a pályamunkással való találkozás előtt kihagyott egy kaput. A zsűri öt óra hosszat tanácskozott, és szűk többséggel diszkvalifikálta Schranzot.
A győztes az ekkor 3 bajnokságot nyerő Jean-Claude Killy lett.
Ez a történet hónapokig megosztotta a sízők közvéleményét.
Az 1972-es olimpián az amatőr státusát vitatva kizárják az olimpiai versenyekről.
Az újbóli nagy megmérettetés a sapporói olimpia után Karl Schranz és Jean-Claude Killy között a világon elsőként megrendezett paralell-szlalom verseny volt, ahol a két síző egymás mellé tűzött azonos pályán versenyzett, oda-vissza alapon.